# Heugh
Heugh – przysiółek w Anglii, w Northumberland, w dystrykcie (unitary authority) Northumberland, w civil parish Stamfordham. Leży 42 km od miasta Alnwick, 18.9 km od miasta Newcastle upon Tyne i 411.4 km od Londynu. W 1951 roku civil parish liczyła 333 mieszkańców.